# ومبت مشعر الخطم
الومبت مشعر الخطم (الاسم العلمي: Lasiorhinus) هو جنس من الثدييات يتبع فصيلة الومبتيات من رتبة ثنائيات الأسنان الأمامية.

## أنواع الومبت مشعر الخطم
- ومبت جنوبي
- ومبت شمالي